# Тепротумумаб
Тепротумумаб — лекарственный препарат, моноклональное антитело для лечения тиреоидной офтальмопатии. Одобрен для применения: США (2020).

## Механизм действия
Ингибирует IGF-1R.

## Показания
- тиреоидная офтальмопатия[3].

## Беременность
- Женщины детородного возраста во время лечения и 6 мес. после него должны использовать методы контрацепции[3].